# Hendrik Kraemer

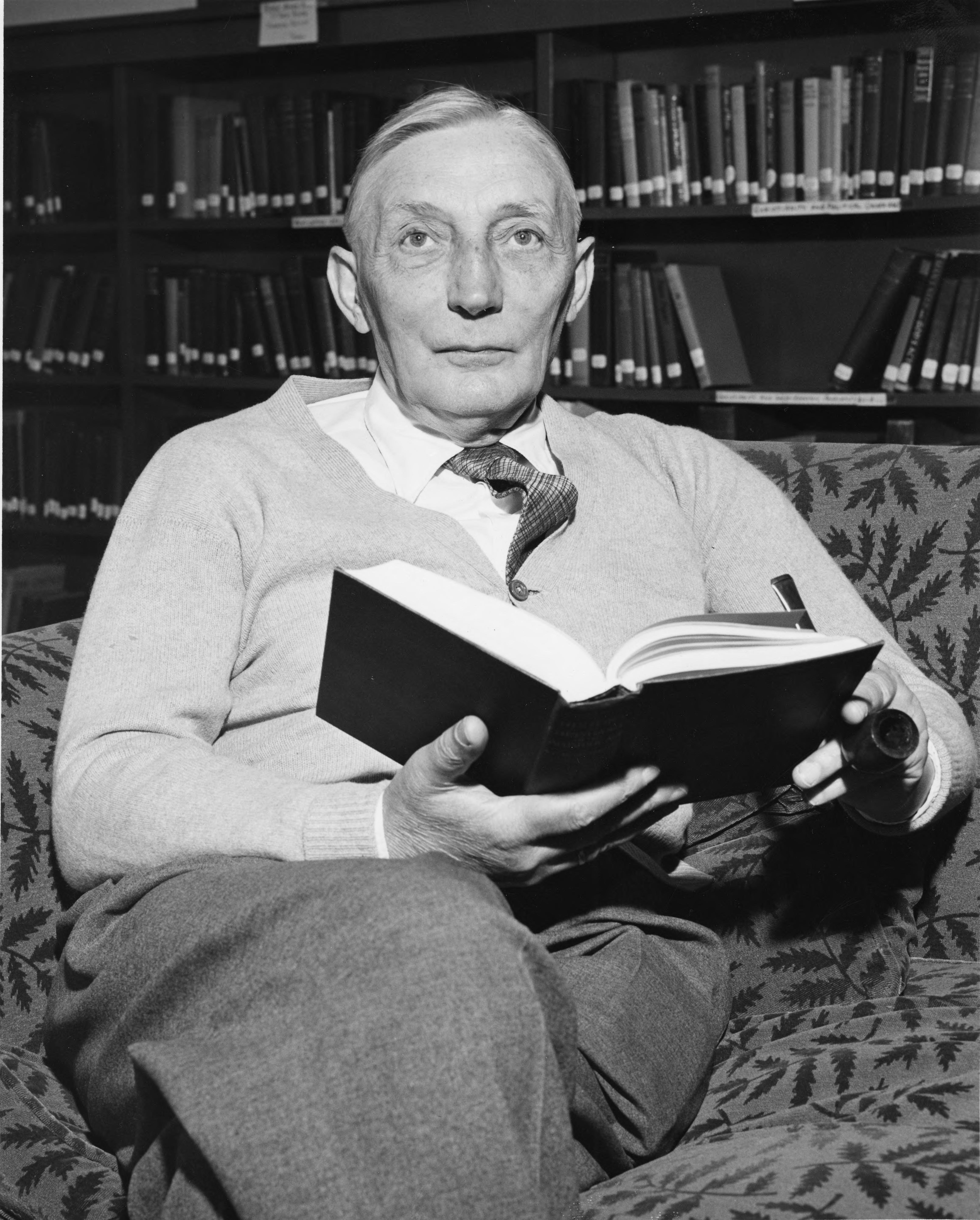
Hendrik Kraemer (ca. 1952)

Hendrik Kraemer (* 17. Mai 1888 in Amsterdam; † 11. November 1965 in Driebergen) war ein niederländischer reformierter Missionstheologe, Religionshistoriker und Widerstandskämpfer.

## Leben
Hendrik Kraemer besuchte ab 1905 die Missionsschule in Rotterdam. 1911 begann er ein Studium indonesischer Sprachen und Literatur in Leiden. 1921 promovierte er über ein javanisches Traktat aus dem 16. Jahrhundert. Von 1921 bis 1935 war er wissenschaftlicher Mitarbeiter der Niederländischen Bibelgesellschaft in der Kolonie Niederländisch-Indien, dem heutigen Indonesien.
Nach seiner Rückkehr aus dem Kolonialdienst trat er 1936 in den Dienst des niederländischen Missionsrates. Von 1937 bis 1947 arbeitete er als Professor für Religionsgeschichte und Phänomenologie der Religion an der Universität Leiden. Während der Besetzung der Niederlande durch die Wehrmacht gehörte er zu den führenden Persönlichkeiten des kirchlichen Widerstands gegen den Nationalsozialismus und die deutsche Besatzung, weswegen er 1942/43 in Geiselhaft genommen wurde und in einem Lager in St. Michielsgestel interniert war.
Von 1948 bis 1955 war Kraemer Leiter des Ökumenischen Instituts des Ökumenischen Rates der Kirchen in Bossey.

## Schriften (Auswahl)
- The Christian message in a non-Christian world. (1938)
- Religion and the Christian faith. (1956)
- The communication of the Christian faith. (1956)
- World cultures and world religions: The coming dialogue. (1960)

## Ehrungen
- Das Hendrik-Kraemer-Haus in Berlin wurde nach ihm benannt.
- Die Theologische Fakultät der Universität Hamburg zeichnete Kraemer 1965 mit der Ehrendoktorwürde aus[1].